# Daniella Szabó
Daniella Szabó (ur. 5 sierpnia 1992) – węgierska lekkoatletka, tyczkarka.
Nie przeszła eliminacji podczas mistrzostw świata juniorów młodszych (2009). Wielokrotna medalistka mistrzostw kraju.

## Rekordy życiowe
- Skok o tyczce (hala) – 4,01 (2012)